# Hosakoppa, Siddapur
Hosakoppa là một làng thuộc tehsil Siddapur, huyện Uttar Kannad, bang Karnataka, Ấn Độ.